# Boussouma (Boulgou, departamento)
Boussouma é um departamento ou comuna da província de Boulgou no Burkina Faso. A sua capital é a cidade de Boussouma.
Em 1 de julho de 2018 tinha uma população estimada em 37375 habitantes.